# Сидоровщина (Великолукский район)
Сидоровщина — деревня в Великолукском районе Псковской области России. Входит в состав Переслегинской волости.

## География
Расположена на северо-западе района, в 23 км к северо-западу от райцентра Великие Луки и в 13 км к северу от волостного центра Переслегино.

## Население
| 2001 | 2002 | 2010 |
| ---- | ---- | ---- |
| 79   | ↗80  | ↘32  |

Численность населения деревни по состоянию на начало 2001 года составила 79 жителей.